# Wang Wenyin
Wang Wenyin (chinesisch: 王文银, * 1968 in Anqing, Provinz Anhui)  ist ein chinesischer Geschäftsmann sowie Gründer und Vorsitzender der Amer International Group. Anfang 2022 verfügte er über ein Vermögen von 17,7 Milliarden US-Dollar, womit er zu den reichsten Chinesen gehört.

## Leben
Wang wurde in der Provinz Anhui geboren und wuchs in einfachen Verhältnissen auf.  Ab 1989 arbeitete er in einem staatlichen Ölunternehmen in Shanghai, wo er 66 US-Dollar im Monat verdiente. Er schloss die Universität Nanjing im Jahr 1993 ab und begann danach als Lagerist für ein japanisches Kupferunternehmen in Shenzhen zu arbeiten. 1996 machte er sich selbstständig und gründete Amer International. Seine Gründung wuchs von einem einfachen Kabelhersteller zu einem international tätigen Rohstoffkonzern und dem drittgrößten chinesischen Privatunternehmen nach Umsatz. Neben dem Hauptgeschäft investiert Amer unter Wang zunehmend in neue Geschäftsfelder, darunter Technologie, Gesundheit und Finanzen.